# Campeonato Mundial de Judô de 1991
O Campeonato Mundial de Judô de 1991 foi a 17° edição do Campeonato Mundial de Judô, realizada em Barcelona, Espanha, em 25 de junho à 28 de julho de 1991.

## Medalhistas

### Masculino
| Evento | Ouro              | Prata                 | Bronze                              |
| ------ | ----------------- | --------------------- | ----------------------------------- |
| -60 kg | Tadanori Koshino  | Yoon Hyun             | Nazim Gousseinov Philippe Pradayrol |
| -65 kg | Udo Quellmalz     | Masahiko Okuma        | Sergei Kosmynin James Pedro         |
| -71 kg | Toshihiko Koga    | Joaquin Ruiz          | Chung Hoon Vladimir Dguebadze       |
| -78 kg | Daniel Lascau     | Johan Laats           | Bashir Varaev Hidehiko Yoshida      |
| -86 kg | Hirotaka Okada    | Joseph Wanag          | Waldemar Legień Giorgio Vismara     |
| -95 kg | Stéphane Traineau | Pawel Nastula         | Marc Meiling Jiri Sosna             |
| +95 kg | Sergei Kossorotov | Garcia Franck Moreno  | Kim Kun-Soo Naoya Ogawa             |
| Aberto | Naoya Ogawa       | David Khakhaleishvili | Imre Czosz Georges Mathonnet        |

### Feminino
| Evento | Ouro                 | Prata                       | Bronze                              |
| ------ | -------------------- | --------------------------- | ----------------------------------- |
| -48 kg | Cécile Nowak         | Karen Briggs                | Ryoko Tamura Legna Verdecia         |
| -52 kg | Alessandra Giungi    | Sharon Rendle               | Maritza Perez Cardenas Matsumi Ueda |
| -56 kg | Miriam Blasco        | Nicole Flagothier           | Nicola Fairbrother Li Zhongyun      |
| -61 kg | Frauke Eickhoff      | Diane Bell                  | Yael Arad Catherine Fleury          |
| -66 kg | Emanuela Pierantozzi | Odalis Revé                 | Ryoko Fujimoto Kate Howey           |
| -72 kg | Kim Mi-Jung          | Yoko Tanabe                 | Laetitia Meignan Marion van Dorssen |
| +72 kg | Moon Ji-Yoon         | Yin Zhang                   | Beata Maksymow Monique van der Lee  |
| Aberto | Zhuang Xiaoyan       | Estela Rodriguez Villanueva | Nathalie Lupino Claudia Weber       |

### Quadro de Medalhas
| Ordem | País            | Medalha de ouro | Medalha de prata | Medalha de bronze | Total |
| ----- | --------------- | --------------- | ---------------- | ----------------- | ----- |
| 1     | Japão           | 4               | 2                | 5                 | 11    |
| 2     | Alemanha        | 3               | 0                | 2                 | 5     |
| 3     | Coreia do Sul   | 2               | 1                | 2                 | 5     |
| 4     | França          | 2               | 0                | 5                 | 7     |
| 5     | Itália          | 2               | 0                | 1                 | 3     |
| 6     | China           | 1               | 1                | 1                 | 3     |
| 7     | Espanha         | 1               | 1                | 0                 | 2     |
| 8     | União Soviética | 1               | 0                | 3                 | 4     |
| 9     | Grã-Bretanha    | 0               | 3                | 2                 | 5     |
| 9     | Cuba            | 0               | 3                | 2                 | 5     |
| 11    | Bélgica         | 0               | 2                | 0                 | 2     |
| 12    | Polónia         | 0               | 1                | 2                 | 3     |
| 13    | Estados Unidos  | 0               | 1                | 1                 | 2     |
| 14    | Geórgia         | 0               | 1                | 0                 | 1     |
| 15    | Países Baixos   | 0               | 0                | 2                 | 2     |
| 16    | Azerbaijão      | 0               | 0                | 1                 | 1     |
| 16    | Israel          | 0               | 0                | 1                 | 1     |
| 16    | Hungria         | 0               | 0                | 1                 | 1     |
| 16    | Chéquia         | 0               | 0                | 1                 | 1     |